# Longview Heights
Longview Heights – jednostka osadnicza w Stanach Zjednoczonych, w stanie Waszyngton, w hrabstwie Cowlitz.